# Oculus VR
Oculus è un marchio di Facebook Technologies, LLC (precedentemente noto come Oculus VR, LLC), una consociata di Meta Inc. La divisione produce visori per la realtà virtuale, comprese le linee Oculus Rift (ormai fuori produzione) e Oculus Quest.
Nel luglio 2012, Palmer Luckey, Brendan Iribe, Michael Antonov e Nate Mitchell hanno fondato Oculus VR a Irvine (California). Nell'aprile 2012, Luckey ha annunciato Rift, un visore per realtà virtuale progettato per i videogiochi, e ha lanciato una campagna Kickstarter in agosto per rendere disponibili agli sviluppatori i visori per la realtà virtuale. La campagna ha avuto successo e ha raccolto $ 2,4 milioni, dieci volte l'obiettivo originale di $ 250.000. Due modelli di pre-produzione sono stati rilasciati agli sviluppatori; Oculus VR DK1 (Development Kit 1) e Oculus VR DK2 (Development Kit 2).
Nel mese di marzo 2014 la Facebook, Inc. ha acquistato Oculus per 2,3 miliardi di dollari in contanti e azioni. Poco dopo la Oculus VR si è trasferito a Menlo Park dove si trova il quartier generale di Facebook.
Nel 2015, Oculus VR ha acquisito Surreal Vision, una startup britannica focalizzata sulla ricostruzione 3D e mixed reality, affermando che potrebbe essere possibile per Oculus sviluppare prodotti con il concetto di telepresenza.
Nel novembre 2015, la società ha collaborato con Samsung per sviluppare il Samsung Gear VR per gli smartphone Samsung Galaxy. Zuckerberg ha dichiarato che vorrebbe mettere nelle mani dei consumatori 1 miliardo di visori realtà virtuale.
Il 28 marzo 2016 la società ha presentato il primo visore Oculus Rift CV1, nonché primo visore dell'azienda, con un design completamente nuovo che incorpora display VR specializzati, audio posizionale e infrarossi tracking system.
Nell'agosto 2020, "Oculus Connect" venne ribattezzato "Facebook Connect" e il team VR e AR di Facebook è stato ribattezzato "Facebook Reality Labs". Nell'ottobre 2020 Oculus ha rilasciato Oculus Quest 2, a cui in seguito verrà dato il nome di Meta Quest 2.